# Resolució 542 del Consell de Seguretat de les Nacions Unides
La Resolució 542 del Consell de Seguretat de les Nacions Unides, fou aprovada per unanimitat el 23 de novembre de 1983 després de considerar la situació al nord del Líban, el Consell va expressar la seva preocupació per la lluita al nord del país, lamentant tota pèrdua de vides.
El Consell va exigir un alto el foc de totes les parts interessades, i va retre homenatge a diverses organitzacions humanitàries pels seus esforços. També va demanar al Secretari General de les Nacions Unides que continués supervisant la situació.